# سد نقطه‌ای

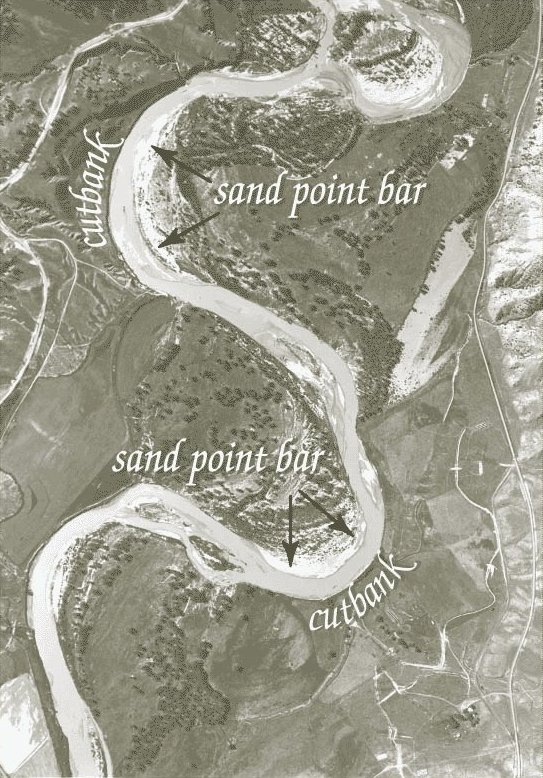
فرسایش کناره بریده و رسوب‌گذاری سد نقطه‌ای در رود پاودر در مونتانا.

سد نقطه‌ای (انگلیسی: Point bar) یا سد شنی پیچان‌رودی عارضه‌ای رسوبی است که از انباشت آبرفتها در بخش درونی خمیدگی آبراهه‌ها و پیچان‌رودها و در زیر شیب لغزش تشکیل می‌شود. سدهای نقطه‌ای در بسیاری از جریان‌های رودخانه‌ای بالغ یا پیچان‌رودها یافت می‌شود. این اشکال هلالی‌شکل بوده و در داخل انحنای رودخانه شکل می‌گیرد و اغلب شبیه جزیره‌های رودخانه‌ای است.
سدهای نقطه‌ای از رسوباتی تشکیل شده که دارای جورشدگی مناسب بوده و معمولاً نشان‌دهنده ظرفیت کلی آبراهه است. این سدها دارای شیب بسیار ملایم بوده و ارتفاع آن‌ها به ارتفاع سطح آب بسیار نزدیک است. با توجه به سطح توپوگرافی تقریباً هموار سدهای شنی و سرعت کم آب در سدهای نقطه‌ای کم‌عمق، این عوارض اغلب مانعی برای قایق‌رانی و حمل الوار محسوب می‌شوند. سدهای نقطه‌ای همچنین به‌دلیل خطر سیل ناگهانی برای توقف و اقامت مناسب نیستند، زیرا حتی افزایش چند سانتی‌متری سطح آب می‌تواند تمام آن را به زیر آب فرو ببرد.
تفاوت سد نقطه‌ای و کناره بریده در این است که سدهای نقطه‌ای بر اثر رسوب‌گذاری تشکیل می‌شوند در حالی‌که کناره‌های بریده یک عارضه فرسایشی است.
شکل‌گیری سد نقطه‌ای به دلیل جابه‌جایی و چرخش ماسه، شن و سنگ‌های کوچک در امتداد کف آبراهه توسط جریان ثانویه آب است.